# Марія Малмер Стенергард
Єва Марія Луїза Малмер Стенергард (швед. Eva Maria Louise Malmer Stenergard, нар. 23 березня 1981, Норра-Осум, Крістіанстад, Швеція) — шведський юрист, політичний і державний діяч. Міністр закордонних справ Швеції (з 10 вересня 2024), міністр міграції Швеції (2022—2024).

## Біографія
Народилася 23 березня 1981 року. Батьки — адвокат Пер Мальмер (Per Malmer) і економіст Керстін Мальмер (Kerstin Malmer).
Закінчила гімназію Південних воріт (Söderportgymnasiet ) у місті Крістіанстад у 1999 році. Закінчила Лундський університет, де в 2002 році отримала ступінь бакалавра (fil.kand.).
У 2002—2003 pp. працювала в компанії Tetra Pak.
2003 року почала вивчати юриспруденцію в Лундському університеті. У 2008 році отримала ступінь магістр права (jur.kand.).
У 2006—2007 роках. — заступник голови студентської організації Fria Moderata Studentförbundet.
У 2008 році працювала помічником юриста в Гесслегольмі, в 2008—2011 роках — нотаріус в окружному суді в Блекінгу та Гесслегольмі. У 2011-2014 роках — судовий виконавець (kronofogde) у Крістіанстаді.
За результатами парламентських виборів 2014 року обрана депутатом Риксдагу від північного та східного округу лена Сконе. Була членом Податкового комітету (2016—2017), членом Комітету з довкілля та сільського господарства (2017—2019), головою Комітету соціального забезпечення (2019—2022). З 2022 — член Військової делегації .
У 2015—2017 роках — голова Помірних у Крістіанстаді.
18 жовтня 2022 року призначена міністром міграції в Міністерстві юстиції Швеції в уряді Ульфа Крістерссона  . 10 вересня 2024 року призначена міністром закордонних справ Швеції, змінила на посаді Тобіаса Білльстрема.

## Особисте життя
Марія Малмер Стенергард одружена з Девідом Стенергардом і має двох дітей.